# Habenaria multicaudata
Habenaria multicaudata là một loài thực vật có hoa trong họ Lan. Loài này được Sedgw. mô tả khoa học đầu tiên năm 1919.